# Deutsche Fechtmeisterschaften 2012
Bei den Deutschen Fechtmeisterschaften 2012 wurden Einzel- und Mannschaftswettbewerbe im Fechtsport nacheinander im Olympiastützpunkt Tauberbischofsheim ausgetragen. Die Meisterschaften wurden vom Deutschen Fechter-Bund organisiert.
Im Herrenflorett und -degen gewannen Moritz Kröplin resp. Steffen Launer erstmals, im Säbel holte Nicolas Limbach sich zum fünften Mal den Titel.
Bei den Damen siegte Carolin Golubytskyi zum dritten Mal in Folge im Florett und Stefanie Kubissa gewann im Säbel nach 2007 und 2010 ebenfalls zum dritten Mal. Im Degen holte Ricarda Multerer sich zum ersten Mal den Titel Deutsche Meisterin.

## Florett
Die Deutschen Meisterschaften 2012 fanden vom 14. bis 15. Januar 2012 in Tauberbischofsheim statt. Am 14. Januar wurden die Einzelwettbewerbe ausgefochten, am 15. Januar die Mannschaftswettbewerbe.

### Herrenflorett
| Platz | Sportler           | Verein                |
| ----- | ------------------ | --------------------- |
| 1     | Moritz Kröplin     | OFC Bonn              |
| 2     | Sebastian Bachmann | OFC Bonn              |
| 3     | Peter Joppich      | CTG Koblenz           |
| 3     | Benjamin Kleibrink | FC Tauberbischofsheim |

### Herrenflorett (Mannschaft)
| Platz | Verein      | Sportler                                                           |
| ----- | ----------- | ------------------------------------------------------------------ |
| 1     | OFC Bonn    | Moritz Kröplin Sebastian Bachmann Marius Braun André Weßels        |
| 2     | CTG Koblenz | Philipp Wolf Maxim Krohmer Peter Joppich Jan Von Uxkull-Gyllenband |
| 3     | SC Berlin   | Andreas Urban Florian Reichert Christian Schlechtweg               |

### Damenflorett
| Platz | Sportler            | Verein                |
| ----- | ------------------- | --------------------- |
| 1     | Carolin Golubytskyi | FC Tauberbischofsheim |
| 2     | Anja Schache        | FC Tauberbischofsheim |
| 3     | Katja Wächter       | FC Tauberbischofsheim |
| 3     | Sandra Bingenheimer | FC Tauberbischofsheim |

### Damenflorett (Mannschaft)
| Platz | Verein                  | Sportler                                                           |
| ----- | ----------------------- | ------------------------------------------------------------------ |
| 1     | FC Tauberbischofsheim   | Carolin Golubytskyi Anja Schache Katja Wächter Sandra Bingenheimer |
| 2     | SC Berlin               | Martina Zacke Katharina Schult Stefanie Reese Kim Kirschen         |
| 3     | TSV Bayer 04 Leverkusen | Svenja Stauch Larissa Merkl Roxanne Merkl Pia Klauck               |

## Säbel
Die Deutschen Meisterschaften 2012 wurden am 24. (Einzel) und 25. März (Mannschaft) in Tauberbischofsheim ausgefochten.

### Herrensäbel
| Platz | Sportler           | Verein                |
| ----- | ------------------ | --------------------- |
| 1     | Nicolas Limbach    | TSV Bayer Dormagen    |
| 2     | Benedikt Wagner    | TSV Bayer Dormagen    |
| 3     | Johannes Klebes    | FC Tauberbischofsheim |
| 3     | Maximilian Kindler | TSG Eislingen         |

### Herrensäbel (Mannschaft)
| Platz | Verein             | Sportler                                                         |
| ----- | ------------------ | ---------------------------------------------------------------- |
| 1     | TSV Bayer Dormagen | Benedikt Beisheim Max Hartung Benedikt Wagner Matyas Szabo       |
| 2     | TSG Eislingen      | Maximilian Kindler Florian Lehnert Thomas Görzen Stefan Pressmar |
| 3     | TV Alsfeld         | Marlon Hirzmann Norman Hirzmann Tim Niclas Ruppert Fredrik Tost  |

### Damensäbel
| Platz | Sportler          | Verein                  |
| ----- | ----------------- | ----------------------- |
| 1     | Stefanie Kubissa  | TSV Bayer Dormagen      |
| 2     | Alexandra Bujdosó | Königsbacher SC Koblenz |
| 3     | Sibylle Klemm     | FC Tauberbischofsheim   |
| 3     | Judith Kusian     | TSV Bayer Dormagen      |

### Damensäbel (Mannschaft)
| Platz | Verein                | Sportler                                                      |
| ----- | --------------------- | ------------------------------------------------------------- |
| 1     | TSV Bayer Dormagen    | Stefanie Kubissa Davina Hirzmann Judith Kusian Beatrice Henze |
| 2     | FC Tauberbischofsheim | Sibylle Klemm Jasmin Bührle Lisa Freudenberger Nele Grodde    |
| 3     | FC Würth Künzelsau    | Eva Munz Anja Musch Luzia Hirn                                |

## Degen
Die Deutschen Meisterschaften 2012 wurden vom 21. bis 22. April 2012 in Tauberbischofsheim ausgetragen (Einzel am Samstag, Mannschaft am Sonntag).

### Herrendegen
| Platz | Sportler            | Verein          |
| ----- | ------------------- | --------------- |
| 1     | Steffen Launer      | SV Böblingen    |
| 2     | Niklas Multerer     | Heidenheimer SB |
| 3     | Jörg Fiedler        | FC Leipzig      |
| 3     | Raphael Steinberger | WMTV Solingen   |

### Herrendegen (Mannschaft)
| Platz | Verein                | Sportler                                                         |
| ----- | --------------------- | ---------------------------------------------------------------- |
| 1     | FC Tauberbischofsheim | Martin Schmitt Norman Ackermann Richard Schmidt Rouven Ackermann |
| 2     | Fechtclub Offenbach   | Thorsten Bayer Nikolaus Bodoczi Rudolf Haller Lars-Erik Langguth |
| 3     | Heidenheimer SB       | Stephan Rein Thomas Markovics Constantin Böhm Niklas Multerer    |

### Damendegen
| Platz | Sportler              | Verein                |
| ----- | --------------------- | --------------------- |
| 1     | Ricarda Multerer      | Heidenheimer SB       |
| 2     | Beate Christmann      | FC Tauberbischofsheim |
| 3     | Maria Hugas Mallorqui | Heidelberger FC       |
| 3     | Monika Sozanska       | Heidenheimer SB       |

### Damendegen (Mannschaft)
| Platz | Verein              | Sportler                                                          |
| ----- | ------------------- | ----------------------------------------------------------------- |
| 1     | Heidenheimer SB     | Monika Sozanska Ricarda Multerer Anja Schünke Melinda Kövecs      |
| 2     | OFC Bonn            | Alexandra Ndolo Janna Reimer Stephanie Suhrbier Sina Dostert      |
| 3     | Fechtclub Offenbach | Nadine Stahlberg Florina Plachta Sabrina Stahlberg Laura Kieslich |